# Julien Latendresse-Levesque
Julien Latendresse-Levesque (Montreal, Quebec, Canadá, 27 de febrero de 1991) es un futbolista. Juega como portero y su equipo actual es el Chemie Leipzig de la Regionalliga de Alemania.

## Trayectoria
Latendresse-Levesque inició su carrera en las categorías inferiores del Vancouver Whitecaps y fue promovido al primer equipo en septiembre del 2008.
El Energie Cottbus de Alemania lo ficha en julio del 2009.
Con la Selección canadiense, ha disputado encuentros nacionales a nivel Sub-17 y Sub-20, con este último, en el Campeonato Sub-20 de la CONCACAF 2011, resaltando en su juego contra la Selección mexicana, en la que perdieron por un marcador de 3-0.

## Clubes
| Club                           | País     | Año           |
| ------------------------------ | -------- | ------------- |
| Vancouver Whitecaps            | Canadá   | 2008-2009     |
| Energie Cottbus                | Alemania | 2009-2013     |
| Vancouver Whitecaps (préstamo) | Canadá   | 2011          |
| 1.FC Lokomotive Leipzig        | Alemania | 2013-2017     |
| Chemie Leipzig                 | Alemania | 2017-presente |